# هاري وينديل ريفيس
هاري وينديل ريفيس (بالإنجليزية: Harry Wendell Reeves)‏ هو لاعب رماية أمريكي، ولد في 3 ديسمبر 1910 في إدواردسبورت في الولايات المتحدة، وتوفي في 5 فبراير 2001 في اندروز في الولايات المتحدة.

## وصلات خارجية
- هاري وينديل ريفيس على موقع أوليمبيديا (الإنجليزية)